# America: Freedom to Fascism
America: Freedom to Fascism, a veces referida como America: From Freedom to Fascism (América: de la libertad al fascismo) es una película documental de 2006 realizada por Aaron Russo, que afirma entre una variedad de demandas que el impuesto sobre la renta es ilegal en los Estados Unidos de América. El documental cubre muchos temas, entre ellos: el Servicio de Rentas Internas (IRS), el Sistema de Reserva Federal, los documentos nacionales de identidad, etiquetas RFID implantadas en humanos (chips espías), máquinas de votación electrónica Diebold, el Nuevo Orden Mundial, el abuso de las armas taser, y la supuesta utilización del terrorismo por el gobierno como un medio para disminuir los derechos de los ciudadanos. 
El documental contiene a la vez argumentos constitucionalistas (en particular los de la doctrina originalista de los Padres Fundadores) y también de teorías de la conspiración de corte político, para respaldar la protesta fiscal y el punto de vista de Aaron Russo sobre que EE. UU ha erosionado las libertades individuales protegidas por la Constitución de los Estados Unidos y está convirtiéndose de una república a un Estado totalitario. Su exposición incluye entrevistas a congresistas, antiguos comisionados del IRS (fisco), exagentes del IRS y FBI, asesores de impuestos y escritores.